# 君嶋真由
君嶋 真由（きみしま まゆ）は、日本のAV女優。

## 略歴・人物
2017年12月にデビューしたAV女優。ボブヘア、スレンダー。SNSは利用しておらず、20歳の頃に約１年間活動した。

## 出演作品

### アダルトビデオ
2017年
- 俺の素人 あおい（12月6日、俺の素人）
- ハメ撮り大作戦 まゆ（12月6日、ハメ撮り大作戦）
- 新人 百式あおい AVデビュー（12月8日、ケイ・エム・プロデュース）
- アジア少女「闇」オークション 東南アジアのとある町にて行われている少女愛好家主催の秘密の宴 各国から集められた精鋭ロ●ータ4名（12月8日）
- 「貧乳がコンプレックスでずっと処女でした…」華奢スレンダー少女 決意のヴァージン喪失AVデビュー 山内友紀（12月19日、キチックス/妄想族）

2018年
- 島育ちの垢抜けない天然娘 イキ潮お漏らしAVデビュー　B077JPFFTS（1月1日、乱丸）
- ザ・マジックミラー 顔出し！女子大生限定 8本番！拡大スペシャル！！インタビュー中の素人娘にいきなりデカチン即ハメ！はじめましてで巨根をねじこまれ戸惑う間もなく素人オマンコの感度は急上昇！激ピストンで本気イキ！！ 4 in池袋（1月8日、ディープス）
- AV初心者 真由 avsh019（1月24日、AV初心者）
- 隣に住む幼馴染は学校のマドンナ。僕と彼女の白昼夢、誰にも言えない秘密の関係…（2月27日、思春期フィクション）
- うちの娘、家ではブラジャーを着けないので、父としてはちょっと困ってます… 真由ちゃん（3月27日、思春期.com）
- まゆみちゃん 修学旅行生 マジックミラー号 修学旅行中に、友達には言えない内緒の出（2月16日、SODクリエイト）
- 素人四畳半生中出し178 女学生まゆ18歳 純真微乳 (恥らい)白い華奢なカラダを弄ぶ大人たち（3月1日、素人オンリープラム）
- 舐め廻しJ○痴漢2 耳・首・顔・脇・乳首をしゃぶられ嫌なのにマンコを濡らすウブ娘6名を発掘！（3月18日、ソフト・オン・デマンド）
- マジックミラー号 田舎からやってきた修学旅行生10名 未成年には過激な保健体育の特別講義でキツキツおまんこに挿入! 汚れなき10代乙女の顔に精子をダラっと発射! 2 10人中10人挿入成功!（3月21日、ソフト・オン・デマンド）
- 素人ナンパ GET!! No.193 本生8000スプラッシュ!!ヤリのみ本音でワカメ酒編（4月7日、桃太郎映像出版）
- ヤリサーに入ったと思ったら女の先輩に喰われまくるヤラレサーだった！ヤリサーと噂されるサークルに入って脱童貞を虎視眈々と狙うボク！そして待望の初飲み会！しかし、性格までは変えられず男友達と一緒に話しているだけで飲み会が終わり解散…。しかし、そこに女神が！2…（4月7日、outvision）
- えっちな女子◯生の淫語かたりかけぐちゅぐちゅ連続絶頂スク水オナニー（4月26日、ソフト・オン・デマンド）
- 某野球場で神ってると話題沸騰中のビールの売り子・真由ちゃん　金欠時に知り合ってしまったおっさんの口車に乗ってしまい孕ませセックスの餌食に…（5月25日、jump-av）
- 僕は家庭教師 真っ昼間、教え子に誘惑されて犯されて、甘い匂いの香る密室での夢のような淫靡な時間…（5月29日、思春期フィクション）
- 隣のおじさんは二度チャイムを鳴らす… 2kdkj069（6月15日、禁断の果実/妄想族）
- 代々木で見つけたミニマムで無垢なお嬢さんに18cmメガチ○ポを素股してもらったらこんなヤラしい事になりました。2（6月21日、ソフト・オン・デマンド）
- ナンパ連れ込みSEX隠し撮り・そのまま勝手にAV発売。する別格イケメン Vol.10（9月7日、妄想族）
- 素人ヘアヌード大図鑑~10代美少女編 / S級素人（10月26日、ケイ・エム・プロデュース）
- 僕は家庭教師 真っ昼間、教え子に誘惑されて犯されて、甘い匂いの香る密室での夢のような淫靡な時間…4時間コレクション（11月22日、思春期フィクション）
- 素人女子大生達のガチンコ生中SEX図鑑2（11月23日、ケイ・エム・プロデュース）

2019年
- 「お兄ちゃん！！私…妹だよ！？でも…ダメ！どうにかなりそう…！」軽く足を痛めただけの私を過剰に心配するシスコンの兄に際どい所をマッサージで触られまくり！体中をイジクリ倒されて、尋常じゃない感じ方をしてしまった私はびっくりするほど濡れちゃった！しかも、パンツのいやらしいシミに兄も興奮度MAX！理性を失ったままなし崩しのセックス…。何度も何度も中出しされちゃったけど、超ヤバくて中出しが癖になりそうです！ （2月19日、outvision）

2021年
- エロみのあるハメ撮り盗撮でヤバイでしょってぇ話 （2月19日、outvision）